# Ana María Campos
Ana María de Campos y Cubillán (Los Puertos de Altagracia, 2 de abril de 1796-Maracaibo, 17 de octubre de 1828) fue una heroína en la Guerra de Independencia de Venezuela perteneciente al bando libertador. Le fue dado el honor de «heroína», y se la conoce como «guerrera» y «mártir».

## Primeros años
Ana María Campos era hija de Domingo José de Campos y Perozo de Cervantes, y de María Ana Cubillán y Vera. Desde muy joven fue partidaria de la expulsión del gobierno español.
Ella provenía de una de las familias más aristocráticas de la región, y recibió la educación limitada que era tradicional para las mujeres en esas familias, que estaba restringida principalmente al estudio del catolicismo. A pesar de esto, ella aprendió en las artes de la sociedad e incluso en el código de caballería, llegando a ser conocida como «una amazona consumada».
Dentro de la alta sociedad, Campos estuvo expuesta indirectamente a los escritos y pensamientos liberales de la era de la Ilustración, y desde muy joven se informó que tenía «una sed de libertad, igualdad y fraternidad», una sed que le daría una razón para resistirse al contragolpe realista de 1821-23.

## Campañas de resistencia y arresto
Simpatizante de las causas de la independencia desde la infancia y luego activa en ellas, Campos abrió las habitaciones de su gran hogar familiar para la organización de estas fuerzas, y conspiró con ellas.

Campos es conocida por sus acciones durante la ocupación realista del lago de Maracaibo, encabezada por el mariscal de campo Francisco Tomás Morales. Después de escuchar los intentos de Campos de ayudar a la revolución, en septiembre de 1822, Morales la acusó de organizar reuniones clandestinas para derrocar la corona y la arrestaron. Una de las pruebas aportadas fue algo que dijo en una de las reuniones secretas: «Si Morales no capitula, monda» (en la lengua vernácula de la época, «Si Morales no se rinde, muere»). Morales la interrogó personalmente y confesó haber dicho la frase, que ya se había convertido en un canto popular en Maracaibo.
Ella se negó a pedir disculpas a España, y fue condenada y sentenciada a ser flagelada públicamente. Esto implicaba andar por las calles descamisada, específicamente en un burro en lugar de a caballo, como señal de oprobio{como señal  de vergüenza}

. Fue golpeada al mismo tiempo por el verdugo público, Valentín Aguirre. Se informa que, después de cada latigazo, él le preguntó si quería arrepentirse, y cada vez ella respondía «Si no capitula, monda». Después de soportar la tortura, fue liberada.

## Batalla del Lago de Maracaibo
Aunque golpeada, Campos vivió varios años más. El año después de su arresto y tortura, la batalla que había buscado ocurrió en la Batalla del Lago de Maracaibo, el 24 de julio de 1823. Aunque todavía débil por la tortura, asumió un papel de apoyo en la batalla. Los revolucionarios ganaron la batalla, asegurando la independencia de Maracaibo y obligando a Morales a rendirse.

## Muerte
Campos murió a los 32 años,(cinco años después de la victoria en el lago de Maracaibo) debido a un ataque epiléptico a causa de sus heridas de tortura, en las orillas del lago de Maracaibo el 17 de octubre de 1828.

## Legado
Numerosos sitios en Maracaibo llevan el nombre de Campos, incluyendo una calle, una plaza pública, un centro de capacitación para mujeres reclusas, y un complejo petroquímico. Un monumento en la plaza pública que lleva su nombre muestra a Campos montando descamisada en un burro mientras un hombre maneja un látigo detrás de ella.
En las zonas de Estado Zulia, el estado de nacimiento de Campos, el bicentenario de su nacimiento se celebró con un gran festival. También hubo un impulso para crear más biografías de ella en este momento, y se formó la Orquesta Ana María Campos. Una melodía popular en Venezuela fue compuesta y dedicada a Campos, llamada «Canción de primavera», y se usa para conmemorarla.
Heroína del alba y de la rosa

Entre espadas y sangre,

Tu corazón de fuego en fuego arde

Cómo pasa tu nombre por la historia,

En ritmo de jazmín, laurel y gloria.
En 2016, el Consejo Legislativo del Estado Zulia estableció la Orden Ana María Campos, que se otorga anualmente a las mujeres locales «que luchan activamente por la igualdad de género y el empoderamiento de las mujeres en las diferentes ramas sociales del país».